# Gustave Roussy
Pour les articles homonymes, voir Roussy.
Cet article concerne le médecin. Pour l'institut de cancérologie, voir Gustave-Roussy.
Gustave Samuel Roussy, né le 24 novembre 1874 dans le quartier de Gilamont de Vevey (Suisse) et mort le 30 septembre 1948 à Paris, est un neurologue, neuropathologiste et cancérologue d'origine suisse, naturalisé français.

## Biographie

### Enfance
Issu de la famille Roussy, famille calviniste qui avait fui les Cévennes après la révocation de l'édit de Nantes, Gustave Roussy est le petit-fils du meunier Pierre-Samuel Roussy cofondateur en 1875 de la société anonyme Nestlé. Le père de Gustave, Émile-Louis Roussy, deviendra par la suite le président de la société Nestlé. À sa mort, c'est Auguste, le frère aîné de Gustave, qui lui succède à ce poste. Gustave Roussy fait ses études primaires et secondaires en Suisse.
À noter que Gustave Roussy sera président de l'Union française pour le sauvetage de l'enfance de 1946 à 1947.

### Études et début de carrière

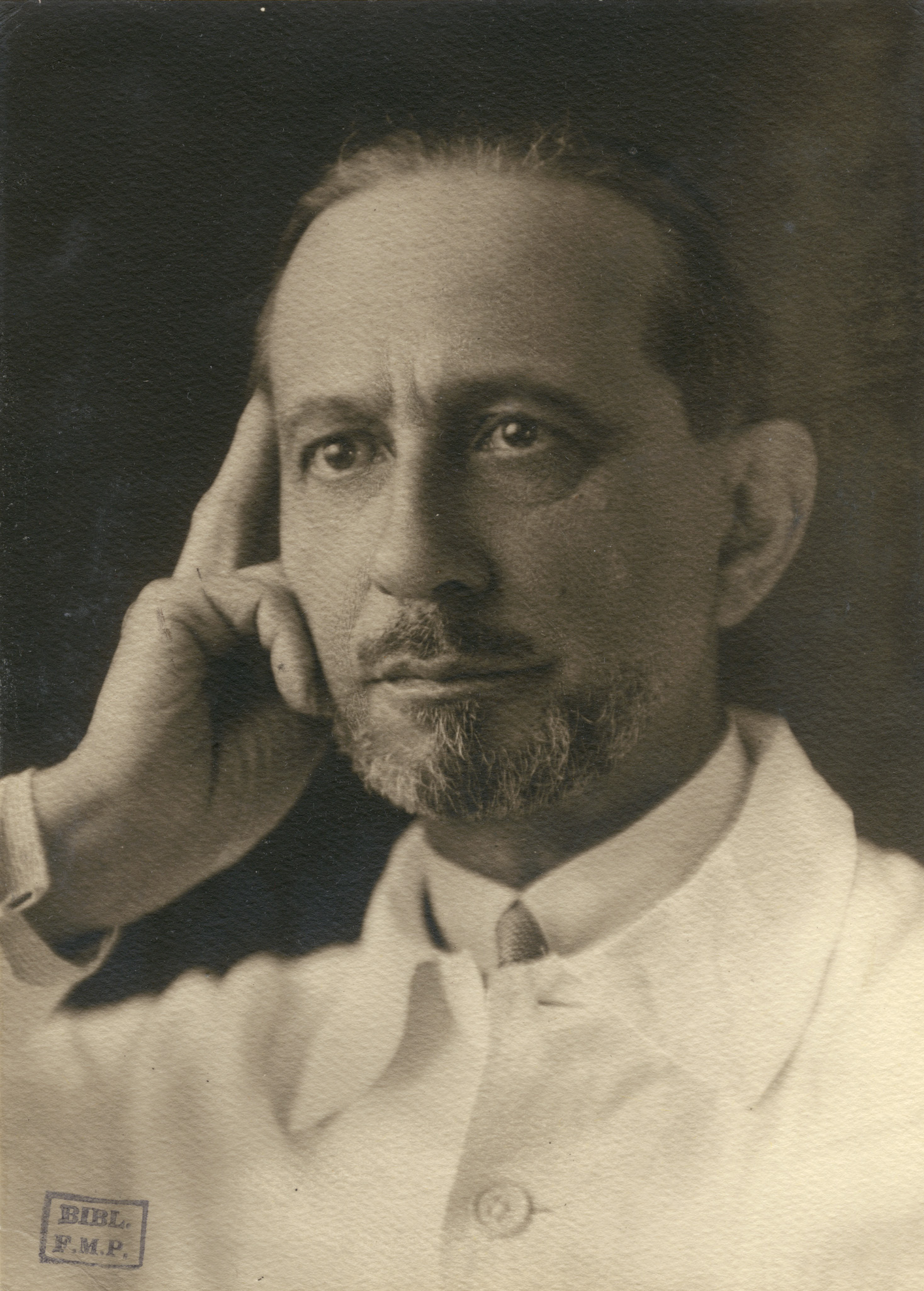
Gustave Roussy, « Collection de portraits », 20e siècle, s.d.

Gustave Roussy commence ses études médicales à la faculté de médecine de Genève en 1895, puis s'inscrit à la faculté de médecine de Paris, où il fait de brillantes études et est nommé interne des hôpitaux de Paris en 1901. C'est Jules Dejerine, lui aussi né en Suisse et émigré à Paris, qui est son maître de thèse, et c'est avec lui qu'il décrit, en 1906, un syndrome thalamique connu aujourd'hui sous le nom de syndrome de Dejerine-Roussy et caractérisé par des douleurs intenses de la moitié du corps du côté opposé à la lésion. « C'est par la neurologie, écrira-t-il, que je suis venu à l'anatomie pathologique, recherche, à travers l'étude de leurs lésions, des causes et des mécanismes des maladies humaines ». Il prend ensuite une modeste charge de préparateur dans un laboratoire dépendant de la chaire de physiopathologie du Collège de France, dont le titulaire est alors Charles-Émile François-Franck. En 1908, il est nommé agrégé de Maurice Letulle, lui-même professeur à la faculté de médecine de Paris. Assez rapidement, il publie en 1914, en collaboration avec Jean Lhermitte, un petit traité consacré aux techniques histopathologiques du système nerveux central, ouvrage dont le caractère didactique demeure encore aujourd'hui exemplaire.

### Roussy et les «poilus»
Pendant la Première Guerre mondiale, Gustave Roussy est chef du service de neurologie de la 7e région militaire de Besançon, où il publie plusieurs articles sur les conséquences psychiatriques de la guerre et les séquelles des blessures médullaires.
En 1915, face aux blessés de guerre atteints du syndrome d'obusite, il se montre réticent devant les théories de Joseph Babinski qui voit ces traumatismes comme des troubles nerveux. Il considère que les médecins doivent rester prudents quant à leur diagnostic et ne doivent pas se substituer à la justice militaire. En 1917 devant la Société de neurologie il tente de démontrer que les « contractures » sont des troubles hystériques que l'on soigne comme les autres, et notamment par l'électricité. Par la suite, contrairement au discours qu'il tenait auparavant au sujet de la justice militaire, il met de côté la question médicale, en affirmant que les malades doivent être pris en charge très rapidement, afin de retourner au front le plus rapidement possible.
En décembre 1916, Justin Godart le charge d'organiser un centre neurologique pour lutter contre les « pithiatiques », redresser les « plicaturés » et faire marcher les paralysés. En janvier 1917, il s'installe dans l'hôpital complémentaire n°42 au fort de Salins, dans le Jura, en tant que médecin-chef de la station neurologique de Salins ; il y met en place la « méthode brusque », autrement nommée « torpillage électrique ». Sur le plan formel, sa méthode est plus respectueuse de la souffrance des malades que celle pratiquée peu de temps auparavant à Tours par son collègue Clovis Vincent ; dans les faits il en est tout autrement. Au fort de Salins il met en place des cellules de prison où il envoie en « isolement de rigueur » les sujets indociles qui ne veulent pas se soumettre à ses « traitements chocs ». Au fort, il dénonce des malades qui refusent de se soumettre encore une fois à la torture électrique : ils passeront devant le conseil de guerre en janvier 1918, pour refus d'obéissance.

### Faculté de Médecine
Gustave Roussy devient en 1926, à 52 ans, titulaire de la chaire d'anatomie pathologique de la Faculté de Médecine de Paris, poste qu'il occupera avec éclat pendant de longues années. Il publie en 1933, avec Roger Leroux et Charles Oberling, le Précis d'anatomie pathologique, ouvrage qui connaîtra un très grand succès auprès des étudiants, tout comme les travaux pratiques de cette discipline, fondés sur l'exercice du diagnostic que Gustave Roussy fait réorganiser par R. Leroux, P. Gauthiers-Villars, P. Busser et J. Mignot.
Cette carrière académique et universitaire exceptionnellement brillante lui vaut d'être élu en 1933 doyen de la faculté de Médecine ; plus tard, en 1937, il est nommé recteur de l'Académie de Paris — privilège demeuré unique pour un médecin.

### Institut de lutte anticancer

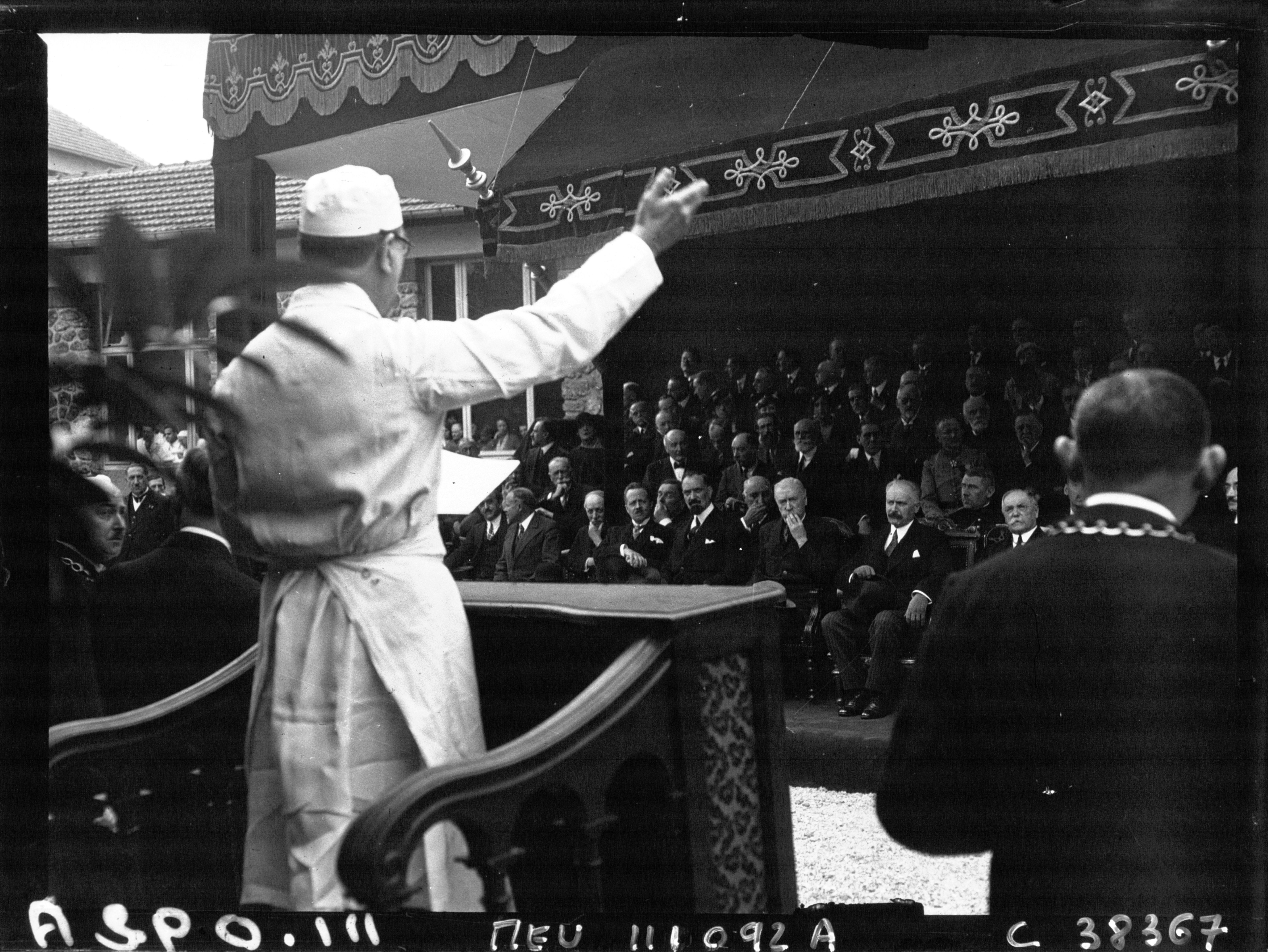
Discours du professeur Roussy lors de l'inauguration de l'Institut du cancer (1934).

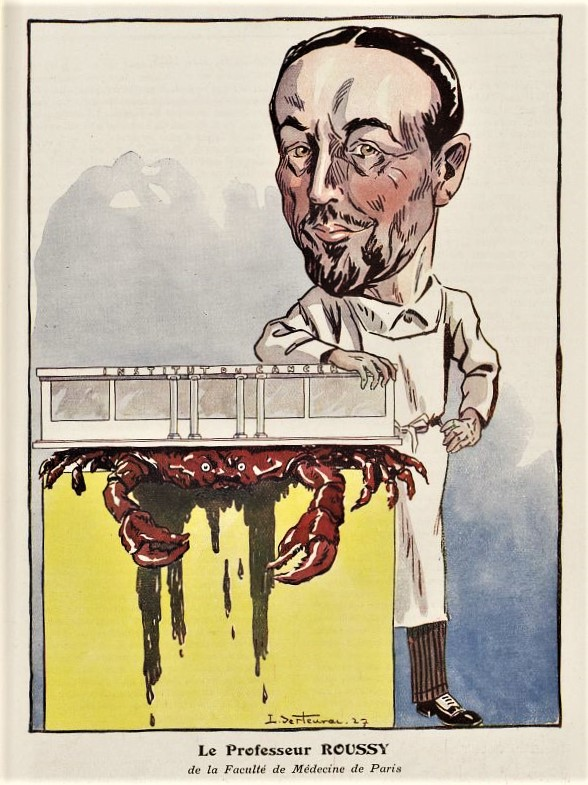
[Caricature] Le professeur Gustave Roussy de la Faculté de médecine de Paris (L. de Fleurac), revue : Chanteclair, 24e année, édition : Romainville : Carnine Lefrancq, 1929.

C'est en visitant plusieurs instituts de pathologie allemands que l'idée viendra à Gustave Roussy de créer en France des centres spécialisés contre le cancer. Les années 1920-1930 étant dominées encore par les maladies infectieuses, ce fut à cette époque l'immense mérite de Gustave Roussy, pionnier en la matière, de faire du cancer une spécialité, et de faire admettre à la communauté médicale les caractères originaux et trompeurs de cette affection, et surtout, de mettre en place des structures médicales et administratives particulières propres à sa prise en charge.
Neuro-endocrinologue reconnu, Gustave Roussy obtint facilement un poste de chef de service à l'hôpital Paul-Brousse de Villejuif où il créa, dans les années 1920, le premier centre anticancéreux, qu'il nomma Centre anticancéreux de la banlieue parisienne et dont il confia la direction à Charles Oberling.
En 1925, alors qu'il venait d'être nommé titulaire de la chaire d'anatomie pathologique, le conseil général de la Seine lui accorda les crédits nécessaires à la construction d'un véritable centre anticancéreux, grâce à quoi le Centre anticancéreux de la banlieue parisienne devint en quelques années l'Institut national du cancer, officiellement inauguré en 1934 par le président Albert Lebrun.
Gustave Roussy mesurant très tôt la part croissante des radiations ionisantes dans le traitement des tumeurs, il crée par la suite un laboratoire de cancérologie expérimentale où il travaille avec la radiobiologiste Simone Laborde, épouse de Albert Laborde, un intime collaborateur de Pierre et Marie Curie.
Alors recteur de l'Université depuis 1937, titulaire de la chaire d'anatomie pathologique depuis 1925, fondateur et directeur de l'Institut du cancer de Villejuif depuis 1934, Gustave Roussy entre à l'Académie des Sciences. 
Gustave Roussy fut candidat en 1936 à la députation à Villejuif contre le communiste Paul Vaillant-Couturier, tout en n'adhérant officiellement à aucun parti politique, bien qu'il fût un grand ami de Léon Blum ainsi que d'Aristide Briand, dont il approuvait les idées européennes.

### Face à l'Occupation et à la calomnie

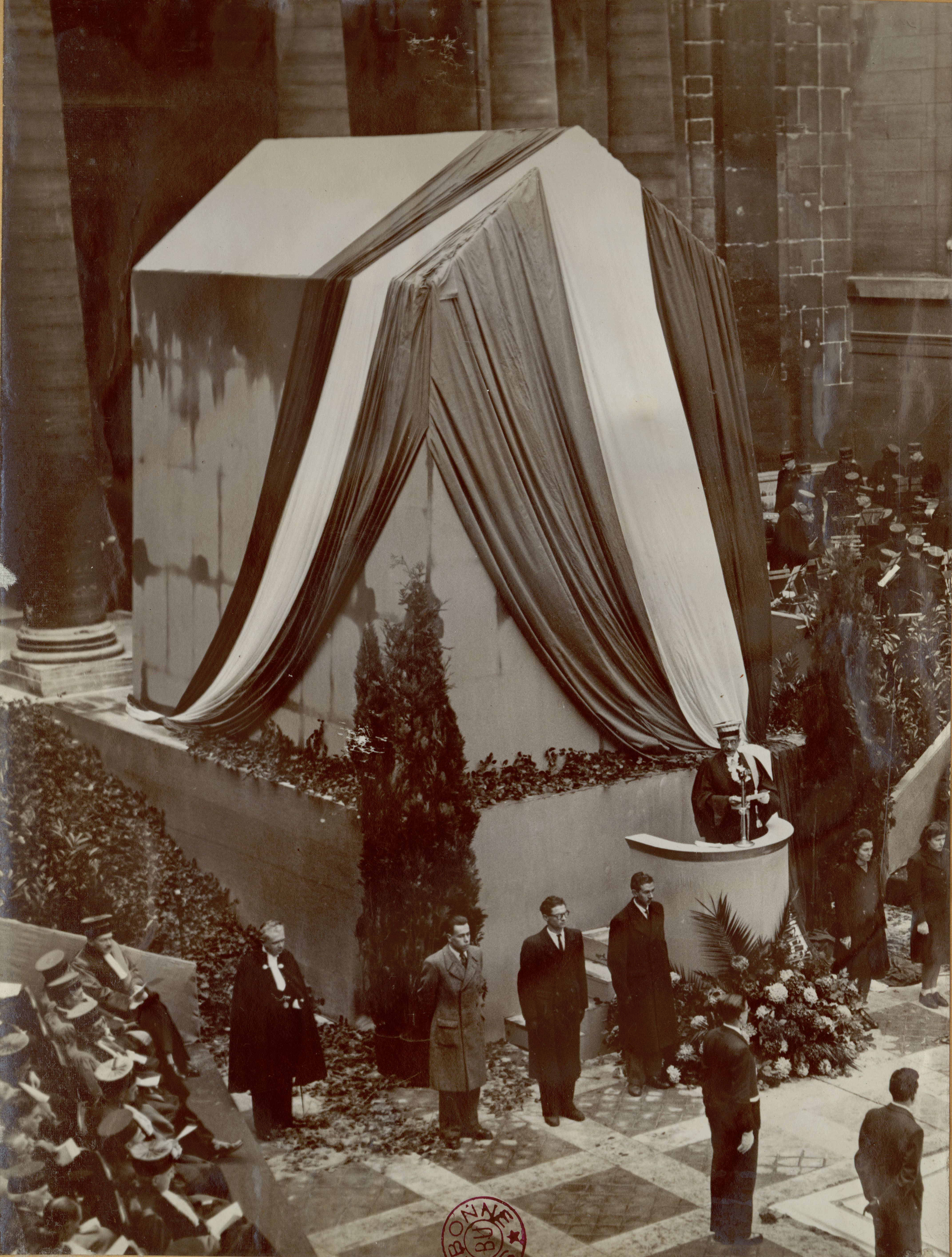
Le recteur Roussy lisant son discours lors de l'inauguration de la dalle du souvenir, en Sorbonne, le 11 novembre 1947.

En août 1940, Gustave Roussy accueille seul, dans une Université désertée par les professeurs et les étudiants, l'occupant allemand. Quelques mois plus tard, à la suite d'incidents survenus à l'occasion de la commémoration de l'Armistice du 11 novembre 1918 sur la tombe du Soldat inconnu, l'Université est fermée. Mais Gustave Roussy se fait le défenseur de ses étudiants : les Allemands percevant l'Université comme un foyer d'agitation, le gouvernement de Vichy le démet de ses fonctions de recteur de la Sorbonne, poste qu'il récupérera en 1944 après la Libération de Paris. La fermeté et la dignité de son attitude pendant l'occupation allemande lui valurent alors les plus hautes distinctions et les plus larges responsabilités. Il est notamment élu secrétaire de l'Académie de Médecine et il est appelé en 1947 par le président Paul Ramadier à siéger au Conseil des ministres en tant que secrétaire d'État.
Quelques mois plus tard, Gustave Roussy est accusé de transport illicite de fonds par le ministère des Finances. Une campagne de calomnies et de propos mensongers sur l'origine de sa fortune se développe alors, fondée sur la base de jalousies et rivalités politiques. Le chirurgien René Leriche écrira à propos de Gustave Roussy : « On ne saurait arriver si haut ni avoir une si grosse fortune sans avoir d'ennemis », tandis qu'un ministre dira au successeur de Gustave Roussy au rectorat de Paris : « Enfin, un recteur qui ne soit pas milliardaire! » ; Me Decloux, le notaire de Gustave Roussy, sera incarcéré, soupçonné d'activités frauduleuses. Ne pouvant supporter cette humiliation, Gustave Roussy tente de s'empoisonner, mais survit après plusieurs jours dans le coma. Il consacre alors toute son énergie à démontrer son ignorance de telles activités frauduleuses et à prouver sa bonne foi. Un non-lieu est prononcé en mai 1948, mais Gustave Roussy reste profondément touché dans sa fierté : le 30 septembre 1948, il s'ouvre les veines et meurt en son domicile, dans le 16e arrondissement de Paris.
Commentant ce suicide, Christian Nezelof, professeur de médecine à la faculté Necker, décrira Gustave Roussy comme un homme « de taille moyenne, mais dont l'allure, la vivacité et la profondeur du regard lui conféraient une évidente autorité et imposaient le respect. Ses suggestions avaient valeur d'ordres. Cependant, l'accueil qu'il réservait à ses étudiants était nettement plus chaleureux. Successivement neurologue, pathologiste et cancérologue, Gustave Roussy a marqué chaque étape de sa vie scientifique d'une empreinte indélébile. Une telle faculté d'adaptation et une telle aisance à se mouvoir, à se porter aux frontières d'une discipline et à s'y accomplir témoignent assurément d'une vaste intelligence et d'une puissante créativité. La décision de ne pas survivre à une injuste humiliation, tout témoigne d'une immense fierté ».
Le Garde des Sceaux André Marie, ne voulant pas avouer l'erreur du gouvernement, refusera de reconnaître le non-lieu ; la réhabilitation de Gustave Roussy ne fut prononcée que deux ans plus tard par décret du 1er avril 1950 signé par le Président du Conseil Georges Bidault, qui en consacra la réalité en faisant de l'Institut du cancer de Villejuif l'Institut Gustave-Roussy, pour garder en mémoire le rôle qu'avait joué ce grand pathologiste dans la lutte contre le cancer.

### Famille

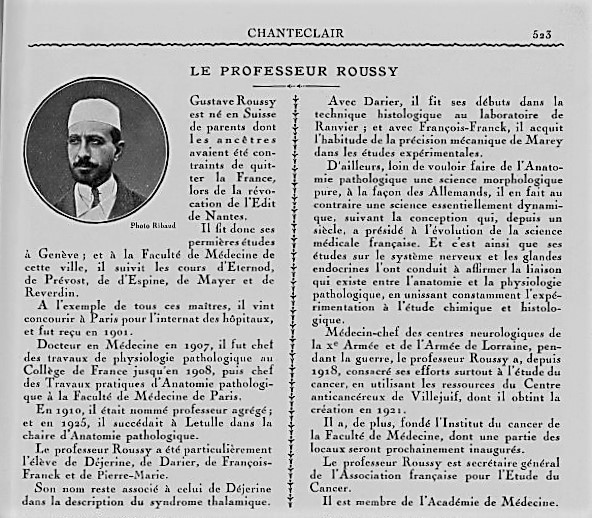
« Le Professeur Roussy », Radio-sermon (Albert Guillaume) - Revue : Chanteclair, 24e année, édition : Romainville : Carnine Lefrancq, 1929.

En 1907, Gustave Roussy acquiert la nationalité française et épouse Marguerite Thomson, fille de l'ancien ministre du Commerce et de la Marine, Gaston Thomson, et de Henriette Peigné-Crémieux issue elle-même d'une famille marseillaise également très engagée dans l'action politique ce qui apporta à Gustave Roussy des relations politiques importantes qui le conduisirent vers les hautes sphères du pouvoir. Ce mariage ne produira pas de descendance. Alors première fortune de France, il était avant tout un homme d'action et un infatigable travailleur, capable de supporter stoïquement les soucis et les agacements d'une vie quotidienne surchargée. « Le succès d'une carrière, disait-il à Charles Oberling, tient en grande partie à l'accomplissement consciencieux du devoir quotidien. »

## Travaux
- 1907 : Sa thèse de doctorat porte sur l'étude du syndrome thalamique, encore souvent appelé aujourd'hui « syndrome de Dejerine-Roussy », caractérisé par des douleurs intenses et une diminution de la sensibilité d'une moitié du corps.
- 1909 : Ses observations sur le cancer sont récompensées par le prix Lallemand de l'Académie des sciences.
- 1914 : Il publie avec Jean Lhermitte un traité préfacé par Pierre Marie et intitulé Techniques anatomopathologiques du système nerveux (anatomie macroscopique et histologie).
- 1926 : Il décrit avec Gabrielle Lévy la dystasie aréflexique héréditaire, plus tard connue sous le nom de syndrome de Roussy-Lévy. On sait maintenant qu'il s'agit d'une des nombreuses variétés de neuropathie périphérique héréditaire.

## Distinctions
- Grand officier de la Légion d'honneur (31 juillet 1946[14]}.